# NGC 3340
NGC 3340 este o galaxie spirală situată în constelația Sextantul. A fost descoperită în 30 ianuarie 1865 de către Albert Marth.